# Révész Nándor
Révész Nándor, Reiser (Nagymagyar, 1839. május 8. – 1915) könyvkereskedő, biztosító intézeti főügynök.

## Élete
Kereskedelmi iskolát végzett Bécsben és a Foncière biztosító intézetnél húsz évig volt titkár és főkönyvelő Aradon. 1892-ben miniszteri rendelettel képesíttetett a kereskedelmi tárgyak tanítására. Az aradvárosi kereskedelmi akadémián mint bejáró tanár 1885-től működött. Elnöke volt a Széchenyi gőzmalom-részvénytársaság felügyelő-bizottságának stb. Reiser családi nevét 1882-ben változtatta Révészre.
Munkatársa volt az aradi Alföldnek.

## Művei
- A kettős könyvvitel elmélete. Arad, 1888.
- Zárlatok. Vezérfonal a kereskedelmi könyvek lezárására. Uo. 1895.
- Kereskedelmi iskolai munkálatok. Tankönyv és mintagyűjtemény felső kereskedelmi iskolák számára, valamint magánhasználatra. Uo. 1896. (Pinterits Károllyal együtt.)